# 1982-es U18-as labdarúgó-Európa-bajnokság
Az 1982-es U18-as labdarúgó-Európa-bajnokságot Finnországban rendezték 16 csapat részvételével 1982. május 21. és május 30. között. Az Európa-bajnoki címet Skócia szerezte meg, miután a döntőben 3–1-re legyőzte Csehszlovákiát.

## Résztvevők
A következő 16 csapat kvalifikálta magát az Európa-bajnokságra:
| A csoport      | B csoport     | C csoport            | D csoport   |
| -------------- | ------------- | -------------------- | ----------- |
| Ausztria       | Belgium       | Csehszlovákia        | Albánia     |
| Írország       | Bulgária      | Finnország (Rendező) | Hollandia   |
| NSZK (Címvédő) | Lengyelország | Magyarország         | Skócia      |
| Szovjetunió    | Spanyolország | Portugália           | Törökország |

### Magyar válogatott
Az Európa-bajnokságon szereplő keret: Horváth Győző (ZTE), Gróf Attila (Tapolca) – Szarka Zoltán (Haladás), Csorba Tamás (Diósgyőr), Fabulya György és Cseh András (Békéscsaba), Kiss (Bp. Honvéd) – Balog Tibor (Vasas), Katzenbach Imre (MTK-VM), Czigány Csaba és Topor Antal (ZTE) – Selyem Nándor (Szolnok), Lippai Sándor (Diósgyőr), Kiprich József (Tatabánya), Kovács (FTC); Edző: Dalnoki Jenő

## Csoportkör

### A csoport
| Csapat      | M | Gy | D | V | Rg | Kg | Gk | P |
| ----------- | - | -- | - | - | -- | -- | -- | - |
| Szovjetunió | 3 | 3  | 0 | 0 | 7  | 1  | +6 | 6 |
| Ausztria    | 3 | 2  | 0 | 1 | 9  | 7  | +2 | 4 |
| NSZK        | 3 | 1  | 0 | 2 | 2  | 5  | -3 | 2 |
| Írország    | 3 | 0  | 0 | 3 | 2  | 7  | -5 | 0 |

| 1982. május 21. |

| Ausztria | 1 – 4   | Szovjetunió |
| -------- | ------- | ----------- |
|          | (0 – 1) |             |

| Salo |

| 1982. május 21. |

| NSZK | 1 – 0   | Írország |
| ---- | ------- | -------- |
|      | (0 – 0) |          |

| Turku |

| 1982. május 23. |

| Ausztria | 4 – 1   | NSZK |
| -------- | ------- | ---- |
|          | (2 – 0) |      |

| Parainen |

| 1982. május 23. |

| Szovjetunió | 2 – 0   | Írország |
| ----------- | ------- | -------- |
|             | (2 – 0) |          |

| Raisio |

| 1982. május 25. |

| Szovjetunió | 1 – 0   | NSZK |
| ----------- | ------- | ---- |
|             | (1 – 0) |      |

| Turku |

| 1982. május 25. |

| Ausztria | 4 – 2   | Írország |
| -------- | ------- | -------- |
|          | (3 – 2) |          |

| Paimio |

### B csoport
| Csapat        | M | Gy | D | V | Rg | Kg | Gk | P |
| ------------- | - | -- | - | - | -- | -- | -- | - |
| Lengyelország | 3 | 2  | 1 | 0 | 2  | 0  | +2 | 5 |
| Belgium       | 3 | 2  | 0 | 1 | 4  | 2  | +2 | 4 |
| Bulgária      | 3 | 1  | 1 | 1 | 2  | 2  | 0  | 3 |
| Spanyolország | 3 | 0  | 0 | 3 | 2  | 6  | -4 | 0 |

| 1982. május 21. |

| Spanyolország | 1 – 2   | Bulgária |
| ------------- | ------- | -------- |
|               | (1 – 1) |          |

| Karjaa |

| 1982. május 21. |

| Lengyelország | 1 – 0   | Belgium |
| ------------- | ------- | ------- |
|               | (0 – 0) |         |

| Hanko |

| 1982. május 23. |

| Bulgária | 0 – 1   | Belgium |
| -------- | ------- | ------- |
|          | (0 – 1) |         |

| Salo |

| 1982. május 23. |

| Spanyolország | 0 – 1   | Lengyelország |
| ------------- | ------- | ------------- |
|               | (0 – 1) |               |

| Kuusankoski |

| 1982. május 25. |

| Spanyolország | 1 – 3   | Belgium |
| ------------- | ------- | ------- |
|               | (1 – 1) |         |

| Karjaa |

| 1982. május 25. |

| Bulgária | 0 – 0 | Lengyelország |
| -------- | ----- | ------------- |
|          |       |               |

| Nummela |

### C csoport
| Csapat        | M | Gy | D | V | Rg | Kg | Gk | P |
| ------------- | - | -- | - | - | -- | -- | -- | - |
| Csehszlovákia | 3 | 2  | 1 | 0 | 5  | 2  | +3 | 5 |
| Portugália    | 3 | 1  | 2 | 0 | 4  | 3  | +1 | 4 |
| Finnország    | 3 | 1  | 1 | 1 | 5  | 5  | 0  | 3 |
| Magyarország  | 3 | 0  | 0 | 3 | 3  | 7  | -4 | 1 |

| 1982. május 21. |

| Csehszlovákia | 2 – 1   | Finnország |
| ------------- | ------- | ---------- |
|               | (1 – 1) |            |

| Hyvinkää |

| 1982. május 21. |

| Portugália                     | 2 – 1   | Magyarország   |
| ------------------------------ | ------- | -------------- |
| Faustino 15' Jaime 39' (11-es) | (2 – 1) | Katzenbach 38' |

| Kuusankoski Nézőszám: 1000 Játékvezető: Dimitrov (bolgár) |

| 1982. május 23. |

| Portugália | 1 – 1   | Csehszlovákia |
| ---------- | ------- | ------------- |
|            | (1 – 0) |               |

| Kuusankoski |

| 1982. május 23. |

| Magyarország               | 2 – 3   | Finnország                 |
| -------------------------- | ------- | -------------------------- |
| Katzenbach 20' Kiprich 75' | (1 – 2) | Alin 3' Lius 11' Kokko 65' |

| Kouvola Nézőszám: 1500 Játékvezető: Daly (északír) |

| 1982. május 25. |

| Portugália | 1 – 1   | Finnország |
| ---------- | ------- | ---------- |
|            | (0 – 1) |            |

| Lahti |

| 1982. május 25. |

| Magyarország | 0 – 2   | Csehszlovákia         |
| ------------ | ------- | --------------------- |
|              | (0 – 2) | Karoch 2' K. Kula 15' |

| Heinola Nézőszám: 1500 Játékvezető: Franz Latzin (osztrák) |

### D csoport
| Csapat      | M | Gy | D | V | Rg | Kg | Gk | P |
| ----------- | - | -- | - | - | -- | -- | -- | - |
| Skócia      | 3 | 2  | 1 | 0 | 6  | 1  | +5 | 5 |
| Hollandia   | 3 | 2  | 1 | 0 | 7  | 3  | +4 | 5 |
| Törökország | 3 | 0  | 1 | 2 | 2  | 6  | -4 | 1 |
| Albánia     | 3 | 0  | 1 | 2 | 2  | 7  | -5 | 1 |

| 1982. május 21. |

| Skócia | 3 – 0   | Albánia |
| ------ | ------- | ------- |
|        | (2 – 0) |         |

| Kotka |

| 1982. május 21. |

| Törökország | 1 – 3   | Hollandia |
| ----------- | ------- | --------- |
|             | (0 – 3) |           |

| Anjalankoski |

| 1982. május 23. |

| Skócia | 2 – 0   | Törökország |
| ------ | ------- | ----------- |
|        | (1 – 0) |             |

| Hanina |

| 1982. május 23. |

| Albánia | 1 – 3   | Hollandia |
| ------- | ------- | --------- |
|         | (1 – 2) |           |

| Loviisa |

| 1982. május 25. |

| Skócia | 1 – 1   | Hollandia |
| ------ | ------- | --------- |
|        | (0 – 0) |           |

| Anjalankoski |

| 1982. május 25. |

| Albánia | 1 – 1   | Törökország |
| ------- | ------- | ----------- |
|         | (1 – 1) |             |

| Kotka |

## Egyenes kieséses szakasz

### Elődöntők
| 1982. május 28. |

| Szovjetunió | 0–1 | Csehszlovákia |
| ----------- | --- | ------------- |
|             |     |               |

| Kaurialan kenttä, Hämeenlinna |

| 1982. május 28. |

| Lengyelország | 0–2 | Skócia |
| ------------- | --- | ------ |
|               |     |        |

| Lahti Stadion, Lahti |

### 3. helyért
| 1982. május 30. |

| Szovjetunió | 3–1 | Lengyelország |
| ----------- | --- | ------------- |
|             |     |               |

| Olimpiai Stadion, Helsinki |

### Döntő
| 1982. május 30. |

| Csehszlovákia | 1–3 | Skócia |
| ------------- | --- | ------ |
|               |     |        |

| Olimpiai Stadion, Helsinki |

| Az 1982-es U18-as labdarúgó-Európa-bajnokság győztese |
| ----------------------------------------------------- |
| SKÓCIA 1. cím                                         |

## Külső hivatkozások
- uefa.com